# Sharku
Sharku is een personage uit de The Lord of the Rings-films geregisseerd door Peter Jackson, afgeleid van het boek In de Ban van de Ring van de Britse schrijver J.R.R. Tolkien.
Sharku is een oude ork die voorkomt in deel II van de The Lord of the Rings filmtrilogie. In de boeken van Tolkien wordt de naam Sharku echter gebruikt voor Saruman die zo door zijn onderdanen wordt genoemd. Dit betekent in de Zwarte Taal "oude man".

## Filmrol
In de film wordt Sharku door Saruman opgedragen om samen met de andere Warg-ruiters de Rohirrim en de bevolking van Edoras, die onderweg zijn naar Helmsdiepte, te doden. Aragorn raakt in gevecht met Sharku en blijft vastzitten aan een beugel van het zadel op de Warg van Sharku. Een paar tellen later valt Aragorn samen met de Warg van een klif in een rivier.
Wanneer Gimli en Legolas naar Aragorn op zoek gaan vinden ze de half dode Sharku. Toen ze vroegen waar Aragorn was antwoordde hij: "He took a little tumble off the cliff!". Vlak daarna sterft Sharku. In de film wordt dit personage vertolkt door de acteur Jed Brophy.

## Sharku in de computer games
Sharku komt ook voor in de spellen The Lord of the Rings: The Two Towers, The Lord of the Rings: The Third Age en The Lord of the Rings: The Battle for Middle-earth II.